# Future Launcher Preparatory Program
 (décembre 2021).
Le Future Launcher Preparatory Program (FLPP) était un programme spatial destiné à préparer les nouvelles générations de lanceurs européens à l'horizon 2015-2020. Il a été confié par l'Agence spatiale européenne (ESA) à parts égales au CNES, au DLR et à l'ASI.
La première étape du programme consistait à étudier les concepts de lanceurs de nouvelle génération (NGL) (entièrement réutilisables, partiellement réutilisables, consommables) et à démontrer les technologies disponibles pouvant être utilisées.
Le programme avait également pour objectif de réduire la durée de développement, les risques et les coûts.
Lancé en 2004, le programme avait pour objectif initial de développer des technologies pour les lanceurs de nouvelle génération succédant à Ariane 5. Après le lancement du projet Ariane 6, l’objectif du programme s’est élargi et l’accent a été mis sur le développement général de nouvelles technologies pour les lanceurs européens.
Le FLPP avait pour but de développer et préparer des technologies dont l’utilisation future est prometteuse, mais qui ne démontraient pas alors un niveau de maturité technologique (en anglais « Technology Readiness Level », TRL) suffisant pour permettre de mesurer leur efficacité et les risques associés. Ces technologies possèdent généralement un maximum de 3 sur l’échelle TRL.[Quoi ?] L’objectif est d’atteindre une maturité de 6 sur cette échelle, ce qui représente une preuve de l’efficacité des solutions techniques dans des conditions d’environnement pertinentes et qui rend possible son intégration dans un programme de développement avec des coûts et risques réduits.

## Concepts
Concept du lanceur Hopper (en). Ce lanceur serait conçu pour transporter dans l'espace des charges utiles pesant jusqu'à 7,5 tonnes. À décollage horizontal, Hopper serait lancé à partir d'un chariot reposant sur un rail de 4 km. Il devrait larguer sa charge utile dans l'espace et atterrir en planeur sur la terre afin d'être réutilisé pour de futurs lancements.

## Démonstrateurs à l'étude
- Démonstrateur IXV : pour valider le concept de la rentrée atmosphérique planée (premier vol en février 2015).
- Démonstrateur Phoenix : une version réduite d'un lanceur basé sur le concept d'Hopper.
- Démonstrateur TP-X : une turbo pompe hydrogène de nouvelle génération, dotée de palier de fluide destinée aux futurs propulseurs.